# Miklarji
Miklarji – wieś w Słowenii, w gminie Črnomelj. W 2018 roku pozostawała niezamieszkana.